# マルバオモダカ属
マルバオモダカ属（マルバオモダカぞく、Caldesia）は、オモダカ科の属。現生種が3種（分類によっては4種）と、化石種が知られている。すべて抽水植物で、丸い浮葉をつける。日本にはマルバオモダカの1種が生息している。

## 名称
属名の Caldesia は、イタリアの植物学者、ロドヴィコ・カルデシ（Lodovico Caldesi）にちなんだものである。和名のマルバオモダカ属は、丸い葉を持つオモダカの意である。

## 種
以下の種が知られている。
- マルバオモダカ Caldesia parnassifolia
  - 日本や中国、ヨーロッパ、オーストラリア、マダガスカルなどに生息する[2]。
- Caldesia grandis
  - 中国を中心に生息。現在は個体数が減少している。
- Caldesia oligococca
  - オーストラリアなどに生息。前2種とは違い堅果を作る。マルバオモダカ属に含められているが、分子遺伝学的研究の結果では、同じオモダカ科の Albidella 属により近縁とされた[3]。

また、これらとは別にウキマルバオモダカ（Caldesia reniformis）という種を認める考えもあるが、マルバオモダカの一形態でありシノニムだと考えられている。